# Керпен
Керпен (на немски: Kerpen) е град в провинция Северен Рейн-Вестфалия, западна Германия. Населението му е 65 420 души (по приблизителна оценка от декември 2017 г.).
Разположен е на 95 m надморска височина, на 20 km югозападно от центъра на Кьолн и на 42 km източно от границата с Нидерландия. Селището се споменава за пръв път през 871 година.

## Известни личности
Родени в Керпен
- Ото фон Керпен (?-1208), тевтонски рицар
- Ралф Шумахер (р. 1975), автомобилен състезател